# Witteveen (De Wolden)
Witteveen is een gehucht annex buurtschap in de gemeenten De Wolden en Westerveld, in de Nederlandse provincie Drenthe. Het is gelegen ten noorden van Ruinen aan de rand van het Dwingelderveld.
Het gehucht ligt precies op de grens van de twee gemeenten. In het deel dat onder de gemeente Westerveld valt, liggen twee campings. Ook tussen Witteveen en Benderse ligt er een camping.
Dorpen en Buurtschappen: Alteveer · Ansen (deels) · Berghuizen · Drogteropslagen · Echten · Eursinge · Fort · Haakswold · Hees · Kerkenveld · Koekange · Koekangerveld · Linde · Oldenhave · Oosteinde · Ruinen · Ruinerweide · Ruinerwold · Veeningen · Weerwille · de Wijk · Zuidwolde

Overige kernen: Anholt · Armweide · Bazuin · Benderse (deels) · Blijdenstein · Bloemberg · Braamberg (deels) · Buitenhuizen · Bultinge · Dickninge · Dijkhuizen · Drogt · Dunningen · Eemten · Engeland · Gijsselte · Haalweide · Hoge Linthorst · Kraloo (deels) · Kraloo · Leeuwte · Lubbinge · Lunssloten · Middelveen · Nolde · Noordwijk · Oosterwijk · Oshaar · Oud Veeningen · Paardelanden · Pieperij · Rheebruggen · Schottershuizen · Schrapveen · De Stapel · Steenbergen · Struikberg · De Stuw · Ten Arlo · De Tippe · Vuile Riete · Wemmenhove · Witteveen (deels) 

Drenthe: Steden en dorpen      Nederland: Provincies · Gemeenten
Ansen (deels) · Benderse (deels) · Boschoord · Boterveen · Busselte · Darp · De Monden (deels) · Diever · Dieverbrug · Doldersum · Dwingeloo · Eemster · Eursinge · Frederiksoord · Geeuwenbrug · Het Moer · Het Schier · Havelte · Havelterberg (deels) · Holtien · Holtinge · Holtland · Kalteren · Kraloo (deels) · Leggeloo · Lhee · Lheebroek · Molenstad · Nijensleek · Oldendiever · Oude Willem  (deels) · Uffelte · Veendijk · Veldhuizen · Vledder · Vledderveen · Wapse · Wapserveen · Wateren · Westeinde · Wilhelminaoord · Wittelte · Witteveen (deels) · Zorgvlied

Drenthe: Steden en dorpen      Nederland: Provincies · Gemeenten